# Danh sách Tướng quốc Công quốc Lancaster
Tướng quốc Lãnh địa Công tước Lancaster, hiện nay, là một chức vụ Bộ trưởng trong chính phủ Vương quốc Anh. Michael Gove đã trở thành Tướng quốc Công quốc Lancaster kể từ ngày 24 tháng 7 năm 2019.

## Tướng quốc Công quốc Lancaster (1361–1644)
| Tên (Sinh–Mất)                                                                      | Nhiệm kỳ         | Nhiệm kỳ         |
| ----------------------------------------------------------------------------------- | ---------------- | ---------------- |
| Ngài Henry de Haydock                                                               | 1361             | 1373             |
| Ralph de Ergham Giám mục xứ Sarum (–1400)                                           | 1373             | 16 tháng 4 1377  |
| Thomas de Thelwall (–1382)                                                          | 16 tháng 4 1377  | 1378             |
| Ngài John De Yerborough                                                             | 1378             | 10 tháng 11 1382 |
| Ngài Thomas Stanley tạm quyền                                                       | 10 tháng 11 1382 | 29 tháng 11 1382 |
| Ngài Thomas Scarle                                                                  | 29 tháng 11 1382 | tháng 10 1383    |
| Ngài William Okey                                                                   | tháng 10 1383    | 1400             |
| John de Wakering                                                                    | 1400             | 1400             |
| William Burgoyne                                                                    | 1400             | 15 tháng 5 1404  |
| Ngài Thomas Stanley                                                                 | 15 tháng 5 1404  | 30 tháng 3 1410  |
| John Springthorpe                                                                   | 30 tháng 3 1410  | 4 tháng 4 1413   |
| John Wodehouse                                                                      | 4 tháng 4 1413   | 10 tháng 6 1424  |
| William Troutbecke                                                                  | 10 tháng 6 1424  | 16 tháng 2 1431  |
| Walter Sherington                                                                   | 16 tháng 2 1431  | 3 tháng 7 1442   |
| William Tresham Đại biểu Northamptonshire (1404–1450)                               | 3 tháng 7 1442   | 10 tháng 6 1449  |
| John Say Đại biểu Cambridgeshire (–1478)                                            | 10 tháng 6 1449  | 10 tháng 6 1462  |
| Ngài Richard Fowler Thượng thư Ngân khố Quân vương (~ 1425–1477)                    | 10 tháng 6 1462  | 3 tháng 11 1477  |
| Ngài John Say Đại biểu Cambridgeshire (–1478)                                       | 3 tháng 11 1477  | 2 tháng 4 1478   |
| Thomas Thwaites Thượng thư Ngân khố Quân vương (~ 1435–1503)                        | 2 tháng 4 1478   | 7 tháng 7 1483   |
| Thomas Metcalfe (–~ 1504)                                                           | 7 tháng 7 1483   | 13 tháng 9 1486  |
| Ngài Reginald Bray (~ 1440–1503)                                                    | 13 tháng 9 1486  | 24 tháng 6 1503  |
| Ngài John Mordaunt (–~ 1505)                                                        | 24 tháng 6 1503  | 3 tháng 10 1505  |
| Ngài Richard Empson (~ 1450–1510)                                                   | 3 tháng 10 1505  | 14 tháng 5 1509  |
| Ngài Henry Marney (~ 1447–1523)                                                     | 14 tháng 5 1509  | 14 tháng 4 1523  |
| Ngài Richard Wingfield (~ 1469–1525)                                                | 14 tháng 4 1523  | 31 tháng 12 1525 |
| Ngài Thomas More (1478–1535)                                                        | 31 tháng 12 1525 | 3 tháng 11 1529  |
| Ngài William Fitzwilliam (~ 1490–1542)                                              | 3 tháng 11 1529  | 10 tháng 5 1533  |
| Ngài John Gage (1479–1556)                                                          | 10 tháng 5 1533  | 1 tháng 7 1547   |
| William Paget Đệ nhất Nam tước Paget Đại thần quốc vụ (1506–1563)                   | 1 tháng 7 1547   | 7 tháng 7 1552   |
| Ngài John Gates Đại biểu Essex (1504–1553)                                          | 7 tháng 7 1552   | 1553             |
| Ngài Robert Rochester Đại biểu Essex (~ 1516–1561)                                  | 1553             | 1557             |
| Ngài Edward Waldegrave Đại biểu Essex (~ 1516–1561)                                 | 22 tháng 6 1558  | 1559             |
| Ngài Ambrose Cave Đại biểu Warwickshire (–1568)                                     | 1559             | 16 tháng 5 1568  |
| Ngài Ralph Sadler Đại biểu Hertfordshire (1507–1587)                                | 16 tháng 5 1568  | 15 tháng 6 1587  |
| Ngài Francis Walsingham Đại thần quốc vụ (~ 1532–1590)                              | 15 tháng 6 1587  | 1590             |
| Ngài Thomas Heneage Đại biểu Essex (1532–1595)                                      | 1590             | 7 tháng 10 1595  |
| Ủy nhiệm Phong ấn                                                                   | 1595             | 1597             |
| Ngài Robert Cecil Đại thần quốc vụ Quan Chưởng ấn (1563–1612)                       | 8 tháng 10 1597  | 1599             |
| Ủy nhiệm Phong ấn                                                                   | 1599             | 16 tháng 9 1601  |
| Ngài John Fortescue Thượng thư Ngân khố Quân vương Đại biểu Middlesex (~ 1531–1607) | 16 tháng 9 1601  | 23 tháng 12 1607 |
| Ngài Thomas Parry Đại biểu Berkshire (1541–1616)                                    | tháng 12 1607    | tháng 5 1616     |
| Ngài John Dacombe (1570–1618)                                                       | 27 tháng 5 1616  | tháng 1 1618     |
| Ngài Humphrey May Đại biểu Leicester (1573–1630)                                    | 23 tháng 3 1618  | 16 tháng 4 1629  |
| Edward Barrett Đệ nhất Nam tước Barrett xứ Newburgh (1581–1645)                     | 16 tháng 4 1629  | 10 tháng 2 1644  |
| Francis Seymour Đệ nhất Nam tước Seymour xứ Trowbridge (~ 1590–1664)                | 1644             | 1645             |

## Tướng quốc phục vụ Nghị viện và Liên bang
| William Grey, Nam tước thứ nhất Grey xứ Werke & William Lenthall (ủy quyền) | (Lenthall) | 10 tháng 2 1644 | 1648           |
| Gilbert Gerard                                                              |            | 1648            | 1 tháng 8 1649 |
| John Bradshaw                                                               |            | 1 tháng 8 1649  | 1653           |
| John Bradshaw & Thomas Fell (ủy quyền)                                      | (Bradshaw) | 1653            | 1654           |
| Thomas Fell                                                                 |            | 1654            | 1658           |
| John Bradshaw                                                               |            | 1658            | 1659           |
| William Lenthall                                                            |            | 1659            | 1659           |
| Gilbert Gerard                                                              |            | 14 tháng 5 1659 | 9 tháng 7 1659 |

## Tướng quốc Công quốc Lancaster (1660–nay)

### Tướng quốc Công quốc Lancaster, thế kỷ 17
| Chân dung | Tên (Sinh–Mất)                                                       | Nhiệm kỳ         | Nhiệm kỳ         |
| --------- | -------------------------------------------------------------------- | ---------------- | ---------------- |
|           | Francis Seymour Đệ nhất Nam tước Seymour xứ Trowbridge (~ 1590–1664) | 9 tháng 7 1660   | 21 tháng 7 1664  |
|           | Ngài Thomas Ingram Đại biểu Thirsk (1614–1672)                       | 21 tháng 7 1664  | 22 tháng 2 1672  |
|           | Ngài Robert Carr Đại biểu Lincolnshire (~ 1637–1682)                 | 22 tháng 2 1672  | 21 tháng 11 1682 |
|           | Ngài Thomas Chicheley (1614–1699)                                    | 21 tháng 11 1682 | 1687             |
|           | Robert Phelips (1619–1707)                                           | tháng 5 1687     | tháng 3 1689     |
|           | Robert Bertie Nam tước Willoughby de Eresby (1660–1723)              | 21 tháng 3 1689  | 4 tháng 5 1697   |
|           | Thomas Grey Đệ nhị Bá tước xứ Stamford (~ 1654–1720)                 | 4 tháng 5 1697   | 12 tháng 5 1702  |

### Tướng quốc Công quốc Lancaster, thế kỷ 18
| Chân dung | Chân dung | Tên (Sinh–Mất)                                                     | Nhiệm kỳ         | Nhiệm kỳ         | Đảng |
| --------- | --------- | ------------------------------------------------------------------ | ---------------- | ---------------- | ---- |
|           |           | John Leveson-Gower Đệ nhất Nam tước Gower (1675–1709)              | 12 tháng 5 1702  | 10 tháng 6 1706  | Tory |
|           |           | James Stanley Đệ thập Bá tước xứ Derby (1664–1736)                 | 10 tháng 6 1706  | 21 tháng 9 1710  |      |
|           |           | William Berkeley Đệ tứ Nam tước Berkeley xứ Stratton (~ 1692–1741) | 21 tháng 9 1710  | 6 tháng 11 1714  |      |
|           |           | Heneage Finch Đệ nhất Bá tước xứ Aylesford (~ 1649–1719)           | 6 tháng 11 1714  | 12 tháng 3 1716  | Tory |
|           |           | Richard Lumley Đệ nhất Bá tước xứ Scarbrough (1650–1721)           | 12 tháng 3 1716  | 19 tháng 6 1717  |      |
|           |           | Nicholas Lechmere Đệ nhất Nam tước Lechmere (1675–1727)            | 19 tháng 6 1717  | 17 tháng 7 1727  |      |
|           |           | John Manners Đệ tam Công tước xứ Rutland (1696–1779)               | 17 tháng 7 1727  | 21 tháng 5 1735  | Whig |
|           |           | George Cholmondeley Đệ tam Bá tước Cholmondeley (1703–1770)        | 21 tháng 5 1735  | 22 tháng 12 1742 | Whig |
|           |           | Richard Edgcumbe Đệ nhất Nam tước Edgcumbe (1680–1758)             | 22 tháng 12 1742 | 5 tháng 12 1758  |      |
|           |           | Thomas Hay Đệ cửu Bá tước xứ Kinnoull (1710–1787)                  | 27 tháng 2 1759  | 13 tháng 12 1762 | Whig |
|           |           | James Smith-Stanley Đại biểu Lancashire (1716–1771)                | 13 tháng 12 1762 | 14 tháng 6 1771  |      |
|           |           | Thomas Villiers Đệ nhất Bá tước xứ Clarendon (1709–1786)           | 14 tháng 6 1771  | 17 tháng 4 1782  | Whig |
|           |           | John Dunning Đệ nhất Nam tước xứ Ashburton (1731–1783)             | 17 tháng 4 1782  | 29 tháng 8 1783  | Whig |
|           |           | Edward Smith-Stanley Đệ thập nhị Bá tước xứ Derby (1752–1834)      | 29 tháng 8 1783  | 31 tháng 12 1783 | Whig |
|           |           | Thomas Villiers Đệ nhất Bá tước xứ Clarendon (1709–1786)           | 31 tháng 12 1783 | 6 tháng 9 1786   | Whig |
|           |           | Charles Jenkinson Đệ nhất Bá tước xứ Liverpool (1752–1834)         | 6 tháng 9 1786   | 11 tháng 11 1803 |      |

### Tướng quốc Công quốc Lancaster, thế kỷ 19
| Chân dung                                                                     | Chân dung                                      | Tên (Sinh–Mất)                                                             | Nhiệm kỳ         | Nhiệm kỳ         | Chức vụ kiêm nhiệm                                                 | Đảng             | Thủ tướng | Thủ tướng                                                        |
| ----------------------------------------------------------------------------- | ---------------------------------------------- | -------------------------------------------------------------------------- | ---------------- | ---------------- | ------------------------------------------------------------------ | ---------------- | --------- | ---------------------------------------------------------------- |
|                                                                               |                                                | Thomas Pelham Nam tước Pelham (1756–1826)                                  | 11 tháng 11 1803 | 6 tháng 6 1804   |                                                                    | Whig             |           | Henry Addington                                                  |
|                                                                               |                                                | Henry Phipps Đệ tam Nam tước xứ Mulgrave (1744–1792)                       | 6 tháng 6 1804   | 14 tháng 1 1805  |                                                                    | Tory             |           | William Pitt Trẻ                                                 |
|                                                                               |                                                | Robert Hobart Đệ tứ Bá tước xứ Buckinghamshire (1760–1816)                 | 14 tháng 1 1805  | 10 tháng 7 1805  |                                                                    | Tory             |           | William Pitt Trẻ                                                 |
|                                                                               |                                                | Dudley Ryder Đệ nhị Nam tước xứ Harrowby (1762–1847)                       | 10 tháng 7 1805  | 12 tháng 2 1806  |                                                                    | Tory             |           | William Pitt Trẻ                                                 |
|                                                                               |                                                | Edward Smith-Stanley Đệ thập nhị Bá tước xứ Derby (1752–1834)              | 12 tháng 2 1806  | 30 tháng 3 1807  |                                                                    | Whig             |           | William Grenville (Nội các Hiền năng)                            |
|                                                                               |                                                | Spencer Perceval Đại biểu Northampton (1762–1812)                          | 30 tháng 3 1807  | 11 tháng 5 1812  | Bộ trưởng Bộ Tài chính Lãnh đạo Viện Thứ dân                       | Tory             |           | William Cavendish-Bentinck, Công tước thứ 3 xứ Portland          |
| Thủ tướng Bộ trưởng Bộ Tài chính Lãnh đạo Viện Thứ dân (từ tháng 10 năm 1809) |                                                | Spencer Perceval Đại biểu Northampton (1762–1812)                          | 30 tháng 3 1807  | 11 tháng 5 1812  | Chính ông                                                          | Tory             |           |                                                                  |
|                                                                               |                                                | Robert Hobart Đệ tứ Bá tước xứ Buckinghamshire (1760–1816)                 | 23 tháng 5 1812  | 23 tháng 6 1812  | Chủ tịch Ban Điều hành Đông Ấn                                     | Tory             |           | Robert Jenkinson, Đệ nhị Bá tước xứ Liverpool                    |
|                                                                               |                                                | Charles Bathurst Đại biểu Harwich (1754–1831)                              | 23 tháng 6 1812  | 13 tháng 2 1823  | Chủ tịch Ban Điều hành Đông Ấn (tháng 1 năm 1821–tháng 2 năm 1822) |                  |           | Robert Jenkinson, Đệ nhị Bá tước xứ Liverpool                    |
|                                                                               |                                                | Nicholas Vansittart Đệ nhất Nam tước Bexley (1766–1851)                    | 13 tháng 2 1823  | 26 tháng 1 1828  |                                                                    | Tory             |           | Robert Jenkinson, Đệ nhị Bá tước xứ Liverpool                    |
|                                                                               | George Canning (tháng 4–tháng 8 năm 1827)      | Nicholas Vansittart Đệ nhất Nam tước Bexley (1766–1851)                    | 13 tháng 2 1823  | 26 tháng 1 1828  |                                                                    | Tory             |           |                                                                  |
|                                                                               | F. J. Robinson, Tử tước thứ nhất Goderich      | Nicholas Vansittart Đệ nhất Nam tước Bexley (1766–1851)                    | 13 tháng 2 1823  | 26 tháng 1 1828  |                                                                    | Tory             |           |                                                                  |
|                                                                               |                                                | George Hamilton-Gordon Đệ tứ Bá tước xứ Aberdeen (1784–1860)               | 26 tháng 1 1828  | 2 tháng 6 1828   |                                                                    | Tory             |           | Arthur Wellesley, Đệ nhất Công tước xứ Wellington                |
|                                                                               |                                                | Charles Arbuthnot Đại biểu St Ives (1767–1850)                             | 2 tháng 6 1828   | 25 tháng 11 1830 |                                                                    | Tory             |           | Arthur Wellesley, Đệ nhất Công tước xứ Wellington                |
|                                                                               |                                                | Henry Vassall-Fox Đệ tam Nam tước Holland (1773–1840)                      | 25 tháng 11 1830 | 14 tháng 11 1834 |                                                                    | Whig             |           | Charles Grey                                                     |
|                                                                               | William Lamb, Đệ nhị Tử tước Melbourne         | Henry Vassall-Fox Đệ tam Nam tước Holland (1773–1840)                      | 25 tháng 11 1830 | 14 tháng 11 1834 |                                                                    | Whig             |           |                                                                  |
|                                                                               | khuyết                                         | khuyết                                                                     | 14 tháng 11 1834 | 26 tháng 12 1834 |                                                                    |                  |           | Arthur Wellesley, Đệ nhất Công tước xứ Wellington (Giám hộ công) |
|                                                                               |                                                | Charles Williams-Wynn Đại biểu Montgomeryshire (1775–1850)                 | 26 tháng 12 1834 | 8 tháng 4 1835   |                                                                    | Conservative     |           | Robert Peel                                                      |
|                                                                               |                                                | Henry Vassall-Fox Đệ tam Nam tước Holland (1773–1840)                      | 23 tháng 4 1835  | 31 tháng 10 1840 |                                                                    | Whig             |           | William Lamb, Đệ nhị Tử tước Melbourne                           |
|                                                                               |                                                | George Villiers Đệ tứ Bá tước xứ Clarendon (1800–1870)                     | 31 tháng 10 1840 | 23 tháng 6 1841  | Quan Chưởng ấn                                                     | Whig             |           | William Lamb, Đệ nhị Tử tước Melbourne                           |
|                                                                               |                                                | Ngài George Grey Đại biểu Devonport (1799–1882)                            | 23 tháng 6 1841  | 30 tháng 8 1841  |                                                                    | Whig             |           | William Lamb, Đệ nhị Tử tước Melbourne                           |
|                                                                               |                                                | Huân tước Granville Somerset Đại biểu Monmouthshire (1792–1848)            | 3 tháng 9 1841   | 27 tháng 6 1846  |                                                                    | Bảo thủ          |           | Robert Peel                                                      |
|                                                                               |                                                | John Campbell Đệ nhất Nam tước Campbell (1779–1861)                        | 6 tháng 7 1846   | 6 tháng 3 1850   |                                                                    | Whig             |           | John Russell                                                     |
|                                                                               |                                                | George Howard Đệ thất Bá tước xứ Carlisle (1802–1864)                      | 6 tháng 3 1850   | 21 tháng 2 1852  | Ủy viên thứ nhất Rừng rậm và Rừng săn (tới tháng 7 năm 1850)       | Whig             |           | John Russell                                                     |
|                                                                               |                                                | Robert Christopher Đại biểu Bắc Lincolnshire (1804–1887)                   | 1 tháng 3 1852   | 17 tháng 12 1852 |                                                                    | Bảo thủ          |           | Edward Smith-Stanley, Đệ thập tứ Bá tước xứ Derby                |
|                                                                               |                                                | Edward Strutt Đại biểu Nottingham (1801–1880)                              | 3 tháng 1 1853   | 21 tháng 6 1854  |                                                                    | Whig / Cấp tiến  |           | George Hamilton-Gordon, 4th Earl of Aberdeen (Coalition)         |
|                                                                               |                                                | Granville Leveson-Gower Đệ nhị Bá tước Granville (1815–1891)               | 21 tháng 6 1854  | 30 tháng 1 1855  |                                                                    | Whig             |           | George Hamilton-Gordon, 4th Earl of Aberdeen (Coalition)         |
|                                                                               | Khuyết                                         | Khuyết                                                                     | tháng 2 1855     | tháng 3 1855     |                                                                    |                  |           | George Hamilton-Gordon, 4th Earl of Aberdeen (Coalition)         |
|                                                                               |                                                | Dudley Ryder Đệ nhị Bá tước xứ Harrowby (1798–1882)                        | 31 tháng 3 1855  | 7 tháng 12 1855  |                                                                    |                  |           | Henry John Temple, Đệ tam Tử tước Palmerston                     |
|                                                                               |                                                | Matthew Talbot Baines Đại biểu Leeds (1799–1860)                           | 7 tháng 12 1855  | 21 tháng 2 1858  |                                                                    | Whig             |           | Henry John Temple, Đệ tam Tử tước Palmerston                     |
|                                                                               |                                                | James Graham Đệ tứ Công tước xứ Montrose (1799–1874)                       | 26 tháng 2 1858  | 11 tháng 6 1859  |                                                                    | Bảo thủ          |           | Edward Smith-Stanley, Đệ thập tứ Bá tước xứ Derby                |
|                                                                               |                                                | Ngài George Grey Đại biểu Morpeth (1799–1882)                              | 22 tháng 6 1859  | 25 tháng 7 1861  |                                                                    | Whig / Liberal   |           | Henry John Temple, Đệ tam Tử tước Palmerston                     |
|                                                                               |                                                | Edward Cardwell Đại biểu Oxford (1813–1886)                                | 25 tháng 7 1861  | 7 tháng 4 1864   |                                                                    | Tự do            |           | Henry John Temple, Đệ tam Tử tước Palmerston                     |
|                                                                               |                                                | George Villiers Đệ tứ Bá tước xứ Clarendon (1800–1870)                     | 7 tháng 4 1864   | 3 tháng 11 1865  |                                                                    | Tự do            |           | Henry John Temple, Đệ tam Tử tước Palmerston                     |
|                                                                               | Khuyết                                         | Khuyết                                                                     | 3 tháng 11 1865  | 26 tháng 1 1866  |                                                                    |                  |           | John Russell                                                     |
|                                                                               |                                                | George Goschen Đại biểu Thành phố London (1831–1907)                       | 26 tháng 1 1866  | 26 tháng 6 1866  | Phó chủ tịch Ban Thương mại (tới tháng 3 năm 1866)                 | Tự do            |           | John Russell                                                     |
|                                                                               |                                                | William Courtenay Đệ thập nhất Bá tước xứ Devon (1807–1888)                | 10 tháng 7 1866  | 26 tháng 6 1867  | Chủ tịch Ban Luật nghèo (từ tháng 5 năm 1867)                      | Bảo thủ          |           | Edward Smith-Stanley, Bá tước thứ 11 xứ Derby                    |
|                                                                               |                                                | John Wilson-Patten Đại biểu North Lancashire (1802–1892)                   | 26 tháng 6 1867  | 7 tháng 11 1868  |                                                                    | Bảo thủ          |           | Edward Smith-Stanley, Bá tước thứ 11 xứ Derby                    |
| Thư ký trưởng Ireland (từ tháng 9 năm 1868)                                   |                                                | John Wilson-Patten Đại biểu North Lancashire (1802–1892)                   | 26 tháng 6 1867  | 7 tháng 11 1868  | Benjamin Disraeli (từ tháng 2 năm 1868)                            | Bảo thủ          |           |                                                                  |
|                                                                               |                                                | Thomas Edward Taylor Đại biểu Dublin County (1811–1883)                    | 7 tháng 11 1868  | 1 tháng 12 1868  | Benjamin Disraeli (từ tháng 2 năm 1868)                            |                  | Bảo thủ   |                                                                  |
|                                                                               |                                                | Frederick Hamilton-Temple-Blackwood Hầu tước xứ thứ 1 Dufferin (1826–1902) | 12 tháng 12 1868 | 9 tháng 8 1872   | Tổng tài Ngân khố Nhà nước                                         | Tự do            |           | William Ewart Gladstone                                          |
|                                                                               |                                                | Hugh Childers Đại biểu Pontefract (1827–1896)                              | 9 tháng 8 1872   | 30 tháng 9 1873  | Tổng tài Ngân khố Nhà nước                                         | Tự do            |           | William Ewart Gladstone                                          |
|                                                                               |                                                | John Bright Đại biểu Birmingham (1811–1889)                                | 30 tháng 9 1873  | 17 tháng 2 1874  |                                                                    | Tự do            |           | William Ewart Gladstone                                          |
|                                                                               |                                                | Thomas Edward Taylor Đại biểu Dublin County (1811–1883)                    | 2 tháng 3 1874   | 21 tháng 4 1880  |                                                                    | Bảo thủ          |           | Benjamin Disraeli (Earl of Beaconsfield from 1876)               |
|                                                                               |                                                | John Bright Đại biểu Birmingham (1811–1889)                                | 28 tháng 4 1880  | 25 tháng 7 1882  |                                                                    | Tự do            |           | William Ewart Gladstone                                          |
|                                                                               |                                                | John Wodehouse Đệ nhất Bá tước xứ Kimberley (1826–1902)                    | 25 tháng 7 1882  | 28 tháng 12 1882 | Quốcvụ khanh phụ trách Thuộc địa                                   | Tự do            |           | William Ewart Gladstone                                          |
|                                                                               |                                                | John George Dodson Đại biểu Scarborough (1825–1897)                        | 28 tháng 12 1882 | 29 tháng 10 1884 |                                                                    | Tự do            |           | William Ewart Gladstone                                          |
|                                                                               |                                                | George Trevelyan Đại biểu Hawick Burghs (1838–1928)                        | 29 tháng 10 1884 | 9 tháng 6 1885   |                                                                    | Tự do            |           | William Ewart Gladstone                                          |
|                                                                               |                                                | Henry Chaplin Đại biểu Sleaford (1840–1923)                                | 24 tháng 6 1885  | 28 tháng 1 1886  |                                                                    | Bảo thủ          |           | Robert Gascoyne-Cecil, Hầu tước thứ 3 xứ Salisbury               |
|                                                                               |                                                | Edward Heneage Đại biểu Great Grimsby (1840–1922)                          | 6 tháng 2 1886   | 16 tháng 4 1886  |                                                                    | Tự do            |           | William Ewart Gladstone                                          |
|                                                                               |                                                | Ngài Ughtred Kay-Shuttleworth Đại biểu Clitheroe (1844–1939)               | 16 tháng 4 1886  | 20 tháng 7 1886  |                                                                    | Tự do            |           | William Ewart Gladstone                                          |
|                                                                               |                                                | Gathorne Gathorne-Hardy Đệ nhất Tử tước Cranbrook (1814–1906)              | 3 tháng 8 1886   | 16 tháng 8 1886  | Huân trưởng Cơ mật viện                                            | Bảo thủ          |           | Robert Gascoyne-Cecil, Hầu tước thứ 3 Salisbury                  |
|                                                                               |                                                | John Manners Đệ thất Công tước xứ Rutland (1818–1906)                      | 16 tháng 8 1886  | 11 tháng 8 1892  |                                                                    | Bảo thủ          |           | Robert Gascoyne-Cecil, Hầu tước thứ 3 Salisbury                  |
|                                                                               |                                                | James Bryce Đại biểu Aberdeen South (1838–1922)                            | 18 tháng 8 1892  | 28 tháng 5 1894  |                                                                    | Tự do            |           | William Ewart Gladstone (until tháng 3 năm 1894)                 |
|                                                                               | Archibald Primrose, Hầu tước thứ nhất Rosebery | James Bryce Đại biểu Aberdeen South (1838–1922)                            | 18 tháng 8 1892  | 28 tháng 5 1894  |                                                                    | Tự do            |           |                                                                  |
|                                                                               |                                                | Edward Marjoribanks 2nd Baron Tweedmouth (1849–1909)                       | 28 tháng 5 1894  | 21 tháng 6 1895  | Lord Privy Seal                                                    | Tự do            |           |                                                                  |
|                                                                               |                                                | R. A. Cross 1st Viscount Cross (1823–1914)                                 | 29 tháng 6 1895  | 4 tháng 7 1895   | Lord Privy Seal                                                    | Bảo thủ          |           | Robert Gascoyne-Cecil, 3rd Marquess of Salisbury                 |
|                                                                               | Tập tin:BaronJames Bassano1882.jpg             | Henry James 1st Baron James of Hereford (1828–1911)                        | 4 tháng 7 1895   | 11 tháng 8 1902  |                                                                    | Liberal Unionist |           | Robert Gascoyne-Cecil, 3rd Marquess of Salisbury                 |
|                                                                               | Tập tin:BaronJames Bassano1882.jpg             | Henry James 1st Baron James of Hereford (1828–1911)                        | 4 tháng 7 1895   | 11 tháng 8 1902  | Arthur Balfour (from 12 tháng 7 năm 1902)                          | Liberal Unionist |           |                                                                  |

### Tướng quốc Công quốc Lancaster, thế kỷ 20
| Chân dung                                  | Chân dung                                                                       | Tên (Sinh–Mất)                                                              | Nhiệm kỳ         | Nhiệm kỳ         | Kiêm nhiệm                                                                   | Đảng                | Thủ tướng | Thủ tướng                                |
| ------------------------------------------ | ------------------------------------------------------------------------------- | --------------------------------------------------------------------------- | ---------------- | ---------------- | ---------------------------------------------------------------------------- | ------------------- | --------- | ---------------------------------------- |
|                                            |                                                                                 | Ngài William Hood Walrond Bt PC Đại biểu Tiverton (1849–1925)               | 11 tháng 8 1902  | 4 tháng 12 1905  |                                                                              | Bảo thủ             |           | Arthur Balfour Coalition                 |
|                                            |                                                                                 | Ngài Henry Fowler GCSI Đại biểu Wolverhampton East (1830–1911)              | 10 tháng 12 1905 | 13 tháng 10 1908 |                                                                              | Tự do               |           | Henry Campbell-Bannerman                 |
|                                            | H. H. Asquith                                                                   | Ngài Henry Fowler GCSI Đại biểu Wolverhampton East (1830–1911)              | 10 tháng 12 1905 | 13 tháng 10 1908 |                                                                              | Tự do               |           |                                          |
|                                            |                                                                                 | Edmond Fitzmaurice 1st Baron Fitzmaurice (1846–1935)                        | 13 tháng 10 1908 | 25 tháng 6 1909  |                                                                              | Tự do               |           |                                          |
|                                            |                                                                                 | Herbert Samuel Đại biểu Cleveland (1870–1963)                               | 25 tháng 6 1909  | 14 tháng 2 1910  |                                                                              | Tự do               |           |                                          |
|                                            |                                                                                 | Jack Pease Đại biểu Rotherham (1860–1943)                                   | 14 tháng 2 1910  | 23 tháng 10 1911 |                                                                              | Tự do               |           |                                          |
|                                            | Tập tin:Charles Hobhouse 2.jpg                                                  | Charles Hobhouse TD Đại biểu Bristol East (1862–1941)                       | 23 tháng 10 1911 | 11 tháng 2 1914  |                                                                              | Tự do               |           |                                          |
|                                            |                                                                                 | Charles Masterman (1873–1927)                                               | 11 tháng 2 1914  | 3 tháng 2 1915   |                                                                              | Tự do               |           |                                          |
|                                            |                                                                                 | Edwin Samuel Montagu Đại biểu Chesterton (1879–1924)                        | 3 tháng 2 1915   | 25 tháng 5 1915  |                                                                              | Tự do               |           |                                          |
|                                            |                                                                                 | Winston Churchill Đại biểu Dundee (1874–1965)                               | 25 tháng 5 1915  | 25 tháng 11 1915 |                                                                              | Tự do               |           | H. H. Asquith (War coalition)            |
|                                            | Tập tin:Herbert Samuel.jpg                                                      | Herbert Samuel Đại biểu Cleveland (1870–1963)                               | 25 tháng 11 1915 | 11 tháng 1 1916  | Postmaster-General                                                           | Tự do               |           | H. H. Asquith (War coalition)            |
|                                            |                                                                                 | Edwin Samuel Montagu Đại biểu Chesterton (1879–1924)                        | 11 tháng 1 1916  | 9 tháng 7 1916   |                                                                              | Tự do               |           | H. H. Asquith (War coalition)            |
|                                            | Tập tin:Thomas McKinnon Wood.jpg                                                | Thomas McKinnon Wood Đại biểu Glasgow St Rollox (1855–1927)                 | 9 tháng 7 1916   | 10 tháng 12 1916 | Financial Secretary to the Treasury                                          | Tự do               |           | H. H. Asquith (War coalition)            |
|                                            | Tập tin:1918 Frederick Cawley.jpg                                               | Frederick Cawley Đại biểu Prestwich (1850–1937)                             | 10 tháng 12 1916 | 10 tháng 2 1918  |                                                                              | Tự do               |           | David Lloyd George (Coalition)           |
|                                            |                                                                                 | Max Aitken 1st Baron Beaverbrook (1879–1964)                                | 10 tháng 2 1918  | 4 tháng 11 1918  | Minister of Information                                                      | Bảo thủ             |           | David Lloyd George (Coalition)           |
|                                            | Tập tin:William Hayes Fisher, 1st Baron Downham.jpg                             | William Hayes Fisher 1st Baron Downham (1853–1920)                          | 4 tháng 11 1918  | 10 tháng 1 1919  | Minister of Information                                                      | Bảo thủ             |           | David Lloyd George (Coalition)           |
|                                            |                                                                                 | David Lindsay 27th Earl of Crawford KT PC (1871–1940)                       | 10 tháng 1 1919  | 1 tháng 4 1921   |                                                                              | Bảo thủ             |           | David Lloyd George (Coalition)           |
|                                            |                                                                                 | William Peel 2nd Viscount Peel GCSI TD PC (1867–1937)                       | 1 tháng 4 1921   | 7 tháng 4 1922   | Minister of Transport                                                        | Bảo thủ             |           | David Lloyd George (Coalition)           |
|                                            | Tập tin:1920 William Sutherland.jpg                                             | Ngài William Sutherland KCB Đại biểu Argyllshire (1880–1949)                | 7 tháng 4 1922   | 9 tháng 10 1922  |                                                                              | Tự do               |           | David Lloyd George (Coalition)           |
|                                            |                                                                                 | James Gascoyne-Cecil 4th Marquess of Salisbury KG GCVO CB PC DL (1861–1947) | 24 tháng 10 1922 | 25 tháng 5 1923  | Lord President of the Council                                                | Conservative        |           | Bonar Law                                |
|                                            |                                                                                 | John Davidson CH CB Đại biểu Hemel Hempstead (1889–1970)                    | 25 tháng 5 1923  | 22 tháng 1 1924  |                                                                              | Conservative        |           | Stanley Baldwin                          |
|                                            | Tập tin:1915 Josiah Wedgwood.jpg                                                | Josiah Wedgwood DSO PC DL Đại biểu Newcastle-under-Lyme (1872–1943)         | 22 tháng 1 1924  | 3 tháng 11 1924  |                                                                              | Công đảng           |           | Ramsay MacDonald                         |
|                                            |                                                                                 | Robert Cecil 1st Viscount Cecil of Chelwood KC PC (1864–1958)               | 10 tháng 11 1924 | 19 tháng 10 1927 |                                                                              | Bảo thủ             |           | Stanley Baldwin                          |
|                                            |                                                                                 | Ronald McNeill 1st Baron Cushendun PC (1861–1934)                           | 19 tháng 10 1927 | 4 tháng 6 1929   |                                                                              | Bảo thủ             |           | Stanley Baldwin                          |
|                                            |                                                                                 | Ngài Oswald Mosley Bt Đại biểu Smethwick (1896–1980)                        | 7 tháng 6 1929   | 19 tháng 5 1930  | responsibility for unemployment                                              | Công đảng           |           | Ramsay MacDonald                         |
|                                            |                                                                                 | Clement Attlee Đại biểu Limehouse (1883–1967)                               | 23 tháng 5 1930  | 13 tháng 3 1931  |                                                                              | Công đảng           |           | Ramsay MacDonald                         |
|                                            |                                                                                 | Arthur Ponsonby 1st Baron Ponsonby of Shulbrede (1871–1946                  | 13 tháng 3 1931  | 24 tháng 8 1931  |                                                                              | Công đảng           |           | Ramsay MacDonald                         |
|                                            |                                                                                 | Philip Kerr 11th Marquess of Lothian CH (1882–1940                          | 25 tháng 8 1931  | 10 tháng 11 1931 |                                                                              | Tự do               |           | Ramsay MacDonald (1st Nat. coalition)    |
|                                            |                                                                                 | Ngài John Davidson GCVO CH CB PC Đại biểu Hemel Hempstead (1889–1970)       | 10 tháng 11 1931 | 28 tháng 5 1937  | sometime chairman of the Indian States inquiry                               | Bảo thủ             |           | Ramsay MacDonald (2nd Nat. coalition)    |
|                                            | Stanley Baldwin (3rd Nat. coalition)                                            | Ngài John Davidson GCVO CH CB PC Đại biểu Hemel Hempstead (1889–1970)       | 10 tháng 11 1931 | 28 tháng 5 1937  | sometime chairman of the Indian States inquiry                               | Bảo thủ             |           |                                          |
|                                            |                                                                                 | Edward Turnour 6th Earl Winterton PC (1883–1962)                            | 28 tháng 5 1937  | 29 tháng 1 1939  | Air Ministry spokesperson in the Commons (tháng 3 – tháng 5 năm 1938)        | Bảo thủ             |           | Neville Chamberlain (4th Nat. coalition) |
|                                            |                                                                                 | William Morrison MC PC QC Đại biểu Cirencester and Tewkesbury (1893–1961)   | 29 tháng 1 1939  | 3 tháng 4 1940   |                                                                              | Bảo thủ             |           | Neville Chamberlain (4th Nat. coalition) |
| Minister of Food (from 4 tháng 9 năm 1939) |                                                                                 | William Morrison MC PC QC Đại biểu Cirencester and Tewkesbury (1893–1961)   | 29 tháng 1 1939  | 3 tháng 4 1940   | Neville Chamberlain (War coalition)                                          | Bảo thủ             |           |                                          |
|                                            |                                                                                 | George Tryon 1st Baron Tryon PC (1871–1940)                                 | 3 tháng 4 1940   | 14 tháng 5 1940  | Neville Chamberlain (War coalition)                                          | Bảo thủ             |           |                                          |
|                                            | Tập tin:Maurice Pascal Alers Hankey, 1st Baron Hankey by Ngài William Orpen.jpg | Maurice Hankey 1st Baron Hankey GCB GCMG GCVO PC (1877–1963                 | 14 tháng 5 1940  | 20 tháng 7 1941  |                                                                              | National            |           | Winston Churchill (War coalition)        |
|                                            |                                                                                 | Duff Cooper DSO Đại biểu Westminster St George's (1890–1954)                | 20 tháng 7 1941  | 11 tháng 11 1943 |                                                                              | Bảo thủ             |           | Winston Churchill (War coalition)        |
|                                            |                                                                                 | Ernest Brown CH MC Đại biểu Leith (1881–1962)                               | 11 tháng 11 1943 | 25 tháng 5 1945  |                                                                              | National Liberal    |           | Winston Churchill (War coalition)        |
|                                            |                                                                                 | Arthur Salter GBE KCB PC Đại biểu Oxford University (1881–1975)             | 25 tháng 5 1945  | 26 tháng 7 1945  |                                                                              | Bảo thủ             |           | Winston Churchill (Caretaker coalition)  |
|                                            |                                                                                 | John Hynd Đại biểu Sheffield Attercliffe (1902–1971)                        | 4 tháng 8 1945   | 17 tháng 4 1947  | Minister for Germany and Austria                                             | Công đảng           |           | Clement Attlee                           |
|                                            |                                                                                 | Frank Pakenham 1st Baron Pakenham PC (1905–2001)                            | 17 tháng 4 1947  | 31 tháng 5 1948  | deputy Foreign Secretary (responsibility for the British zone, Germany)      | Công đảng           |           | Clement Attlee                           |
|                                            |                                                                                 | Hugh Dalton Đại biểu Bishop Auckland (1887–1962)                            | 31 tháng 5 1948  | 28 tháng 2 1950  |                                                                              | Công đảng           |           | Clement Attlee                           |
|                                            |                                                                                 | A. V. Alexander 1st Viscount Alexander of Hillsborough CH PC (1885–1965)    | 28 tháng 2 1950  | 26 tháng 10 1951 |                                                                              | Labour Co-operative |           | Clement Attlee                           |
|                                            |                                                                                 | Philip Cunliffe-Lister 1st Viscount Swinton GBE CH MC PC (1884–1972)        | 31 tháng 10 1951 | 24 tháng 11 1952 | Minister of Materials                                                        | Bảo thủ             |           | Winston Churchill                        |
|                                            |                                                                                 | Frederick Marquis 1st Viscount Woolton CH PC (1883–1965)                    | 24 tháng 11 1952 | 20 tháng 12 1955 | Minister of Materials (1 tháng 9 năm 1953 – tháng 8 năm 1954)                | Bảo thủ             |           | Winston Churchill                        |
|                                            |                                                                                 | Frederick Marquis 1st Viscount Woolton CH PC (1883–1965)                    | 24 tháng 11 1952 | 20 tháng 12 1955 | Anthony Eden                                                                 | Bảo thủ             |           |                                          |
|                                            |                                                                                 | George Douglas-Hamilton 10th Earl of Selkirk AFC AE PC (1906–1994)          | 20 tháng 12 1955 | 13 tháng 1 1957  |                                                                              | Bảo thủ             |           |                                          |
|                                            |                                                                                 | Charles Hill Đại biểu Luton (1904–1989)                                     | 13 tháng 1 1957  | 9 tháng 10 1961  |                                                                              | Bảo thủ             |           | Harold Macmillan                         |
|                                            |                                                                                 | Iain Macleod Đại biểu Enfield West (1913–1970)                              | 9 tháng 10 1961  | 20 tháng 10 1963 | Leader of the House of Commons                                               | Bảo thủ             |           | Harold Macmillan                         |
|                                            |                                                                                 | John Hare 1st Viscount Blakenham OBE PC DL (1911–1982)                      | 20 tháng 10 1963 | 16 tháng 10 1964 | Deputy Leader of the House of Lords Chairman of the Conservative Party       | Bảo thủ             |           | Alec Douglas-Home                        |
|                                            |                                                                                 | Douglas Houghton CH Đại biểu Sowerby (1898–1996)                            | 18 tháng 10 1964 | 5 tháng 10 1969  | special responsibility for Social Services                                   | Công đảng           |           | Harold Wilson                            |
|                                            |                                                                                 | George Thomson Đại biểu Dundee East (1921–2008)                             | 6 tháng 4 1969   | 24 tháng 6 1970  |                                                                              | Công đảng           |           | Harold Wilson                            |
|                                            |                                                                                 | Anthony Barber TD Đại biểu Altrincham and Sale (1920–2005)                  | 20 tháng 6 1970  | 25 tháng 7 1970  | responsibility for UK—EEC relations (chiefly, until 1973, negotiating entry) | Bảo thủ             |           | Edward Heath                             |
|                                            |                                                                                 | Geoffrey Rippon QC Đại biểu Hexham (1924–1997)                              | 28 tháng 7 1970  | 5 tháng 11 1972  | responsibility for UK—EEC relations (chiefly, until 1973, negotiating entry) | Bảo thủ             |           | Edward Heath                             |
|                                            |                                                                                 | John Davies MBE Đại biểu Knutsford (1916–1979)                              | 5 tháng 11 1972  | 4 tháng 3 1974   | responsibility for UK—EEC relations (chiefly, until 1973, negotiating entry) | Bảo thủ             |           | Edward Heath                             |
|                                            |                                                                                 | Harold Lever Đại biểu Manchester Central (1914–1995)                        | 5 tháng 3 1974   | 4 tháng 5 1979   |                                                                              | Công đảng           |           | Harold Wilson                            |
|                                            | James Callaghan                                                                 | Harold Lever Đại biểu Manchester Central (1914–1995)                        | 5 tháng 3 1974   | 4 tháng 5 1979   |                                                                              | Công đảng           |           |                                          |
|                                            |                                                                                 | Norman St John-Stevas Đại biểu Cambridgeshire (1929–2012)                   | 5 tháng 5 1979   | 5 tháng 1 1981   | Leader of the House of Commons Minister for the Arts                         | Bảo thủ             |           | Margaret Thatcher                        |
|                                            |                                                                                 | Francis Pym MC Đại biểu Cambridgeshire (1922–2008)                          | 5 tháng 1 1981   | 14 tháng 9 1981  | Leader of the House of Commons Paymaster-General                             | Bảo thủ             |           | Margaret Thatcher                        |
|                                            |                                                                                 | Janet Young Baroness Young PC DL (1926–2002)                                | 14 tháng 9 1981  | 6 tháng 4 1982   | Leader of the House of Lords                                                 | Bảo thủ             |           | Margaret Thatcher                        |
|                                            |                                                                                 | Cecil Parkinson Đại biểu South Hertfordshire (1931–2016)                    | 6 tháng 4 1982   | 11 tháng 6 1983  | Paymaster-General                                                            | Bảo thủ             |           | Margaret Thatcher                        |
|                                            |                                                                                 | Arthur Cockfield Baron Cockfield PC (1916–2007)                             | 11 tháng 6 1983  | 11 tháng 9 1984  |                                                                              | Bảo thủ             |           | Margaret Thatcher                        |
|                                            |                                                                                 | Grey Ruthven 2nd Earl of Gowrie PC (1939–)                                  | 11 tháng 9 1984  | 3 tháng 9 1985   | Minister for the Arts                                                        | Bảo thủ             |           | Margaret Thatcher                        |
|                                            |                                                                                 | Norman Tebbit CH Đại biểu Chingford (1931–)                                 | 3 tháng 9 1985   | 13 tháng 6 1987  | Chairman of the Conservative Party                                           | Bảo thủ             |           | Margaret Thatcher                        |
|                                            |                                                                                 | Kenneth Clarke CH QC Đại biểu Rushcliffe (1940–)                            | 13 tháng 6 1987  | 25 tháng 7 1988  | Minister for Inner Cities (DTI)                                              | Bảo thủ             |           | Margaret Thatcher                        |
|                                            |                                                                                 | Tony Newton OBE Đại biểu Braintree (1937–2012)                              | 25 tháng 7 1988  | 24 tháng 7 1989  | Minister of State at DTI                                                     | Bảo thủ             |           | Margaret Thatcher                        |
|                                            |                                                                                 | Kenneth Baker CH Đại biểu Mole Valley (1934–)                               | 24 tháng 7 1989  | 28 tháng 11 1990 | Chairman of the Conservative Party                                           | Bảo thủ             |           | Margaret Thatcher                        |
|                                            |                                                                                 | Chris Patten CH Đại biểu Bath (1944–)                                       | 28 tháng 11 1990 | 10 tháng 4 1992  | Chairman of the Conservative Party                                           | Bảo thủ             |           | Margaret Thatcher                        |
|                                            |                                                                                 | William Waldegrave Đại biểu Bristol West (1946–)                            | 10 tháng 4 1992  | 20 tháng 7 1994  | responsibility for public services and science                               | Bảo thủ             |           | John Major                               |
|                                            |                                                                                 | David Hunt MBE Đại biểu Wirral West (1942–)                                 | 20 tháng 7 1994  | 5 tháng 7 1995   | Minister for Public Services                                                 | Bảo thủ             |           | John Major                               |
|                                            |                                                                                 | Roger Freeman Đại biểu Kettering (1942–)                                    | 5 tháng 7 1995   | 2 tháng 5 1997   | Minister for Public Services                                                 | Bảo thủ             |           | John Major                               |
|                                            |                                                                                 | David Clark Đại biểu South Shields (1939–)                                  | 3 tháng 5 1997   | 27 tháng 7 1998  |                                                                              | Công đảng           |           | Tony Blair                               |
|                                            |                                                                                 | Jack Cunningham Đại biểu Copeland (1939–)                                   | 27 tháng 7 1998  | 11 tháng 10 1999 | Cabinet Office Minister                                                      | Công đảng           |           | Tony Blair                               |
|                                            |                                                                                 | Mo Mowlam Đại biểu Redcar (1949–2005)                                       | 11 tháng 10 1999 | 11 tháng 6 2001  | Cabinet Office Minister                                                      | Công đảng           |           | Tony Blair                               |

### Tướng quốc Công quốc Lancaster, thế kỷ 21
| Chân dung                       | Chân dung        | Tên (Sinh–Mất)                                               | Nhiệm kỳ        | Nhiệm kỳ        | Kiêm nhiệm                                                                         | Đảng      | Thủ tướng | Thủ tướng                 |
| ------------------------------- | ---------------- | ------------------------------------------------------------ | --------------- | --------------- | ---------------------------------------------------------------------------------- | --------- | --------- | ------------------------- |
|                                 |                  | Gus Macdonald Nam tước Macdonald xứ Tradeston CBE PC (1940–) | 11 tháng 6 2001 | 13 tháng 6 2003 | Quốc vụ khanh phụ trách Văn phòng Nội các                                          | Công đảng |           | Tony Blair                |
|                                 |                  | Douglas Alexander Đại biểu Paisley South (1967–)             | 13 tháng 6 2003 | 8 tháng 9 2004  | Quốc vụ khanh phụ trách Văn phòng Nội các                                          | Công đảng |           | Tony Blair                |
|                                 |                  | Alan Milburn Đại biểu Darlington (1958–)                     | 8 tháng 9 2004  | 6 tháng 5 2005  | Quốc vụ khanh phụ trách Văn phòng Nội các                                          | Công đảng |           | Tony Blair                |
|                                 |                  | John Hutton Đại biểu Barrow và Furness (1955–)               | 6 tháng 5 2005  | 2 tháng 11 2005 | Quốc vụ khanh phụ trách Văn phòng Nội các                                          | Công đảng |           | Tony Blair                |
|                                 | Khuyết           | Khuyết                                                       | 2 tháng 11 2005 | 5 tháng 5 2006  |                                                                                    |           |           | Tony Blair                |
|                                 |                  | Hilary Armstrong Đại biểu Tây Bắc Durham (1945–)             | 5 tháng 5 2006  | 27 tháng 6 2007 | Quốc vụ khanh phụ trách Văn phòng Nội các Quốc vụ khanh phụ trách Ngăn ngừa Xã hội | Công đảng |           | Tony Blair                |
|                                 |                  | Ed Miliband Đại biểu Doncaster North (1969–)                 | 28 tháng 6 2007 | 3 tháng 10 2008 | Quốc vụ khanh phụ trách Văn phòng Nội các                                          | Công đảng |           | Gordon Brown              |
|                                 |                  | Liam Byrne Đại biểu Birmingham Hodge Hill (1970–)            | 3 tháng 10 2008 | 5 tháng 6 2009  | Quốc vụ khanh phụ trách Văn phòng Nội các                                          | Công đảng |           | Gordon Brown              |
|                                 |                  | Janet Royall Nữ Nam tươcd Royall xứ Blaisdon PC (1955–)      | 5 tháng 6 2009  | 11 tháng 5 2010 | Lãnh đạo Viện Quý tộc                                                              | Công đảng |           | Gordon Brown              |
|                                 |                  | Thomas Galbraith Nam tước Strathclyde đời 2 CH PC (1960–)    | 12 tháng 5 2010 | 7 tháng 1 2013  | Lãnh đạo Viện Quý tộc                                                              | Bảo thủ   |           | David Cameron (Liên hiệp) |
|                                 |                  | Jonathan Hill Nam tước Hill xứ Oareford CBE PC (1960–)       | 7 tháng 1 2013  | 14 tháng 7 2014 | Lãnh đạo Viện Quý tộc                                                              | Bảo thủ   |           | David Cameron (Liên hiệp) |
|                                 |                  | Oliver Letwin Đại biểu Tây Dorset (1956–)                    | 14 tháng 7 2014 | 14 tháng 7 2016 | Quốc vụ khanh phụ trách Chính sách công                                            | Bảo thủ   |           | David Cameron (Liên hiệp) |
| thay đổi sang Văn phòng Nội các |                  | Oliver Letwin Đại biểu Tây Dorset (1956–)                    | 14 tháng 7 2014 | 14 tháng 7 2016 | David Cameron (II)                                                                 | Bảo thủ   |           |                           |
|                                 |                  | Ngài Patrick McLoughlin Đại biểu Derbyshire Dales (1957–)    | 14 tháng 7 2016 | 8 tháng 1 2018  | Chủ tịch Đảng Bảo thủ                                                              | Bảo thủ   |           | Theresa May (I)           |
|                                 | Theresa May (II) | Ngài Patrick McLoughlin Đại biểu Derbyshire Dales (1957–)    | 14 tháng 7 2016 | 8 tháng 1 2018  | Chủ tịch Đảng Bảo thủ                                                              | Bảo thủ   |           |                           |
|                                 |                  | David Lidington CBE Đại biểu Aylesbury (1956–)               | 8 tháng 1 2018  | 24 tháng 7 2019 | Quốc vụ khanh phụ trách Văn phòng Nội các                                          | Bảo thủ   |           |                           |
|                                 |                  | Michael Gove Đại biểu Surrey Heath (1967-)                   | 24 tháng 7 2019 | nay             |                                                                                    | Bảo thủ   |           | Boris Johnson             |